# WWE United States Championship
WWE United States Championship er en sekundær titel på tv-programmet RAW i World Wrestling Entertainment (WWE). Titlen har tidligere tilhørt National Wrestling Alliance (NWA) og World Championship Wrestling (WCW), hvor den har været forsvaret siden 1975 under andre navne, men den nuværende titel er blevet forsvaret i WWE siden 2003.
Titlen blev oprettet af Jim Crockett Promotions i 1975 som NWA United States Heavyweight Championship, og den første amerikanske mester var Harley Race. I 1991 skiftede organisationen navn til World Championship Wrestling, og man omdøbte derfor titlen til WCW United States Heavyweight Championship. WCW blev i 2001 opkøbt af World Wrestling Federation, og derfor blev titlen omdøbt til WWF United States Championship. Da WWF allerede havde en sekundær titel i form af WWF Intercontinental Championship, blev de to titler forenet i november 2001 under navnet WWF Intercontinental Championship. WWF havde dermed ikke længere nogen amerikansk mester.
I juli 2003 blev titlen dog genaktiveret i World Wrestling Entertainment som den sekundære titel på tv-programmet SmackDown.